# Das düstere Haus
Das düstere Haus (Originaltitel: Fanatic) ist ein 1964 gedrehter, britischer Horrorfilm aus der Hammer Films-Produktion mit dem einstigen Hollywood-Star Tallulah Bankhead in ihrer letzten Filmrolle einer „bigott-bösartigen Witwe“. Regie führte Silvio Narizzano, die Romanvorlage Nightmare verfasste Anne Blaisdale.

## Handlung
Die junge US-Amerikanerin Patricia Carroll reist nach London, um dort ihren Verlobten Alan Glentower zu heiraten. Sie will die Gelegenheit nutzen, auch der Mutter ihres einst durch einen Autounfall ums Leben gekommenen früheren Verlobten Stephen einen Besuch abzustatten. Jene Mrs. Trefoile wohnt in einem abgelegen liegenden Haus in einer noch abgelegeneren Ortschaft und macht auf Patricia von Anbeginn einen sehr merkwürdigen Eindruck. Vor allem ihre ins Fanatische reichende Religiosität wirkt sehr befremdlich. Bald wird Patricia klar, dass dieser Besuch keine so gute Idee war, denn in ihrem Wahn und unendlichen Verlustschmerz macht Mrs. Trefoile Patricia verantwortlich für den Tod Stephens. Dann begeht Patricia den Fehler und macht ihrer Beinahe-Schwiegermutter klar, dass sie ohnehin nicht die Absicht gehabt hätte, Stephen zu heiraten. Damit hat sie sich Mrs. Trefoile zu ihrer Todfeindin gemacht. Außerdem stellt sich heraus, dass ihr Ex nicht etwa einfach nur verunglückt ist, sondern mit seinem Fahrzeug Selbstmord begangen hatte.
Das düstere Haus erweist sich als eine tödliche Falle mit Mrs. Trefoile als Spinne im Netz. Die Alte zwingt Patricia, am nächsten Morgen mit ihr zu einer Messe zu gehen und hält die junge Frau anschließend gefangen. Sie sperrt sie in ein Zimmer ein, dessen Fenster-Fluchtweg mit Stahlbalken versperrt wurde. In ihrem religiösen Wahn beginnt Mrs. Trefoile nun Patricias Seele von all ihren Sünden „reinigen“ zu wollen. Schon die Tatsache, dass die junge Frau rotes – Trefoile: „das ist die Farbe des Teufels“! – Make-Up und Kleider trägt, gibt der Alten in ihren Augen die Berechtigung, ein Purgatorium gegen Patricia in Gang zu setzen. Trefoile bedroht Patricia mal mit einer Schere und Glasscherben, schließlich auch mit einer Schusswaffe und bombardiert sie regelrecht mit Bibelversen. Auch vor einem Mord macht sie nicht halt, um ihr Geheimnis bewahrt zu wissen. Im Keller hat die wahnsinnige Alte bereits einen Altar aufgebaut, auf dem sie die nach dem Purgatorium „geläuterte“ Patricia opfern will, auf das sie nach ihrem Ableben mit ihrem Sohn Stephen auf ewig vereint werden möge. Mit dem Dienstmädchen Anna und dem geistig unterbelichteten Handlanger Joseph hat Mrs. Trefoile auch willige Helfer gefunden. Im letzten Moment wird Patricia von ihrem Ehemann in spe, Alan, gerettet. Mrs. Trefoile stirbt durch einen Messerstich in den Rücken, den ihr die Seiten wechselnde Anna zugefügt hat.

## Produktionsnotizen
Das düstere Haus entstand im Sommer 1964 in den Elstree Studios (Atelieraufnahmen) und in Letchmore Heath, Hertfordshire (Außenaufnahmen) und wurde am 21. März 1965 in London uraufgeführt. Die deutsche Erstaufführung fand am 30. Juli 1965 statt.
Die Filmbauten kreierte Peter Proud.

## Kritiken
Variety konstatierte am 28. April 1965, der Film könnte bei Freunden der Kinoangst gut ankommen, pries Narizzanos Regie als „einfallsreich“ und die Dialoge als „frischer als bei den meisten Filmen dieser Gattung“. Tallulah Bankhead, so das Film-Fachblatt, hätte „zahlreiche Gelegenheiten, Vielfalt zu zeigen – von süßholzraspelnder Bedrohung bis zu durchgeknallter Mordlust“.
The Monthly Film Bulletin schrieb im April 1965, „obwohl ungleich im Ton, um es freundlich zu formulieren, ist dieses Stück Extravaganz wenigstens durchgängig vergnüglich“.
In der New York Times hieß es, Tallulah Bankhead stehe zwar turmhoch an der Spitze der Besetzungsliste, doch trage „ihre Anstrengung nur  wenig zusätzliches zu ihrer Bilanz“ als Künstlerin bei.

„Als pathologische Studie angelegte Schauertragödie aus der britischen Horror-Produktion Hammer.“

Der Movie & Video Guide fand, der Film sein ein „fesselnder Spaß, vor allem für Bankhead-Verehrer“.
Halliwell‘s Film Guide nannte den Film kurz als „langweiliges und überlanges Grand-Guignol(-Theater)“, das selbst der totenähnlich aussehende Altstar Bankhead nicht retten könne.